# Tumala
Tumala est un village de la commune de Orissaare du comté de Saare en Estonie.
Au 31 décembre 2011, il compte 31 habitants.